# Pseudosphena
Pseudosphena is een geslacht van rechtvleugeligen uit de familie Pyrgomorphidae. De wetenschappelijke naam van dit geslacht is voor het eerst geldig gepubliceerd in 1964 door Kevan & Akbar.

## Soorten
Het geslacht Pseudosphena  is monotypisch en omvat slechts de volgende soort:
- Pseudosphena dispar (Dirsh, 1963)